# LBKas-250
LBKas-250 – polska bomba kasetowa. Po zrzucie z bomby jest uwalniane 120 bomb odłamkowych LBOk-1 o łącznej masie 96 kg.